# Музей чёрной металлургии Астурии
Музей чёрной металлургии Астурии (исп. Museo de la Siderurgia de Asturias) — музей, расположенный в городке Ла-Фельгере, в муниципалитете Лангрео, в Астурии, на севере Испании. Он также известен как MUSI.

## История
Музей расположен внутри бывшей градирни фабрики Фельгеры (аст.). В 1857 году Педро Дуро (аст.) основал здесь один из самых современных металлургических заводов Испании, который впоследствии стал одним из самых важных в стране. Он был расположен в самом сердце шахтерской зоны Астурии, недалеко от месторождения угля и реки Налон. Фабрика исчезла в 1984 году, но сохранились некоторые здания, в том числе Технологический центр Вальналон.

## Музей
Музей открыт в 2006 году в старинном здании градирни и состоит из трех этажей. На подземном есть помещение, предназначенное для компании Bayer, которая производит в этой зоне ацетилсалициловую кислоту. На первом этаже аудиовизуальный зал, макет бывшей фабрики, выставочный зал, магазин и кафе. На втором этаже расположена коллекция минералов и инструменты  времени когда завод работал. Здесь рассказывается об истории металлургии в Астурии, особенно металлургии в Ла-Фельгере. Также в музее есть библиотека.
Музей будет расширен за счет зданий XIX и XX веков, которые находятся около градирни. Музей дополнен городскими маршрутами Ла-Фельгеры, чтобы показать промышленное наследие региона.